# Lipňany (tvrz)
Tvrz Lipňany stávala v dnes již zaniklé obci Lipňany, která zanikla kvůli výstavbě jaderné elektrárny Dukovany.

## Historie
O samotné tvrzi historické prameny mlčí. Ves Lipňany je poprvé zmiňována v roce 1366, v roce 1455 byla připojena ke Slavěticím. Podle archeologického průzkumu můžeme vznik tvrze zařadit na přelom 13. a 14. století; zánik pak do období let 1493 – 1503 (česko-uherské války). Obec dnes připomíná pouze kaplička u silnice.

## Lokace
Zbytky těžce poškozeného tvrziště se nacházely na břehu rybníka necelý 1 km od západní čtveřice chladicích věží elektrárny. Východní část tvrziště byla porušena výstavbou břehu rybníka, západní rozorána v pole. Z tvrziště je dnes vidět pouze náznak valu na severu a jihu a středového pahorku.

## Nálezy
Mezi nálezy z lipňanského tvrziště patří hrot šipky z kuše a napínací hák ke kuši.